# 1872年英格蘭對蘇格蘭足球賽
1872年11月30日，在格拉斯哥帕蒂克區的漢密爾頓新月球場（西蘇格蘭板球俱樂部主場），舉行了一場被國際足協正式認定的首場國際足球賽。蘇格蘭國家足球隊與英格蘭國家足球隊在4000名觀眾見證下以0:0戰平，主裁判威廉·基伊（William Keay）成為足球史上首位國際賽執法者。

## 賽事前奏與爭議

### 早期非正式國際賽
1870至1872年間，英格蘭足球總會秘書長查爾斯·阿爾科克（Charles W. Alcock）通過格拉斯哥與愛丁堡報刊發起公開挑戰，雙方代表隊共進行五場非正式對抗賽：
- 1870年3月5日：首戰於倫敦橢圓體育場舉行，英格蘭1-1蘇格蘭
- 1870年11月19日：英格蘭1-0蘇格蘭
- 1871年2月25日：英格蘭1-1蘇格蘭
- 1871年11月18日：英格蘭2-1蘇格蘭
- 1872年2月24日：英格蘭1-0蘇格蘭[2]

此階段蘇格蘭隊球員多數來自倫敦地區，僅女王公園足球俱樂部的羅伯特·史密斯（Robert Smith）具有蘇格蘭俱樂部背景。他參與1870年11月及1871年兩場賽事，但與詹姆斯·史密斯（James Smith）共同缺席1872年2月賽事。

### 球員組成爭議
蘇格蘭輿論強烈質疑代表隊的「本土性」，阿爾科克在蘇格蘭人報發表公開聲明強調：
|  | 我必須對您的通訊者在某些情況下提出異議。首先，我主張無論蘇格蘭十一人隊的成員是什麼，參賽的權利是「對每位蘇格蘭人開放的」[阿爾科克的斜體字]，無論他們的根源是在特威德河的北方還是南方。如果在面對通過蘇格蘭主要報紙的專欄公開發出的邀請時，代表隊主要由盎格魯-蘇格蘭人組成……那麼責任在於北方的球員，而不是那些公平地尋求所有人服務的管理層。稱這支隊伍為倫敦蘇格蘭人毫無幫助。這場比賽，如公告所示，實質上是英格蘭與蘇格蘭之間的較量。 |

查尔斯·阿尔科克隨後提出另一項挑戰，提議由蘇格蘭球員組建一支蘇格蘭代表隊，並以英格蘭北部作為比賽場地。他當時特別關注蘇格蘭足球隊的球員數量問題，補充道：「我們不願意與超過十一人的隊伍比賽，因為人數越多，比賽的技術性會降低，更多成為衝撞與蠻力的較量。蘇格蘭方面未對阿爾科克的挑戰作出正式回應，可能與當時蘇格蘭遵循不同足球規則有關。
針對阿爾科克的信件，有書面回應指出：「阿爾科克先生提議在邊境地區與蘇格蘭十一人隊比賽的挑戰聽來不錯且用意良善。但大眾或許不清楚，阿爾科克先生是所謂『協會式足球』的主要支持者……在蘇格蘭，遵循『協會』規則的愛好者將找不到值得較量的對手」。儘管如此，英格蘭足球總會仍希望於1872年2月前往蘇格蘭進行比賽。針對阿爾科克的信件，有書面回應指出：「阿爾科克先生提議在邊境地區與蘇格蘭十一人隊比賽的挑戰聽來不錯且用意良善。但大眾或許不清楚，阿爾科克先生是所謂『協會式足球』的主要支持者……在蘇格蘭，遵循『協會』規則的愛好者將找不到值得較量的對手」。儘管如此，英格蘭足球總會仍希望於1872年2月前往蘇格蘭進行比賽。
儘管存在規則分歧，女王公園足球俱樂部仍於1872年接受挑戰。足球總會在1872年10月3日會議記錄中明確記載：「為推動協會足球在蘇格蘭發展，本季將派遣隊伍至格拉斯哥對戰蘇格蘭代表隊」。賽事最終定於11月30日（聖安德魯日）在西蘇格蘭板球俱樂部主場漢密爾頓新月球場舉行。

## 賽事詳情
| 1872年11月30日 14:15 |

| 苏格兰 | 0–0    | 英格兰 |
| ------ | ------ | ------ |
|        | Report |        |

| 帕特里克漢密爾頓新月球場 觀眾人數：4,000 ：威廉·基伊（蘇格蘭） |

| 蘇格蘭 | 英格蘭 |

| GK                         |  | 羅伯特·加德納（隊長） |
| BK                         |  | 威廉·克爾             |
| BK                         |  | 約瑟夫·泰勒           |
| HB                         |  | 詹姆斯·J·湯姆森       |
| HB                         |  | 詹姆斯·史密斯         |
| FW                         |  | 羅伯特·史密斯         |
| FW                         |  | 羅伯特·萊基           |
| FW                         |  | 亞歷克斯·林德         |
| FW                         |  | 比利·麥金農           |
| FW                         |  | 傑瑞·威爾             |
| FW                         |  | 大衛·沃瑟斯龐         |
| 所屬俱樂部：               |  |                       |
| 全數來自女王公園足球俱樂部 |  |                       |

| GK           |  | 羅伯特·巴克             |
| BK           |  | 哈伍德·格林哈爾希       |
| HB           |  | 雷金納德·韋爾奇         |
| FW           |  | 弗雷德里克·麥迪遜       |
| FW           |  | 威廉·梅納德             |
| FW           |  | 約翰·布羅克班克         |
| FW           |  | 查爾斯·克萊格           |
| FW           |  | 阿諾德·柯克·史密斯      |
| FW           |  | 庫斯伯特·奧塔韋（隊長） |
| FW           |  | 查爾斯·切納里           |
| FW           |  | 查爾斯·莫里斯           |
| 所屬俱樂部： |  |                         |
| 九傢俱樂部   |  |                         |

### 位置
- GK = 守門員
- BK = 後衛
- HB = 中場
- FW = 前鋒

## 註解
1. ↑   

羅伯特·巴克（赫特福德郡遊騎兵）

哈伍德·格林哈爾希（諾茨郡）

雷金納德·韋爾奇（哈羅棋盤）

弗雷德里克·麥迪遜（牛津大學）

威廉·梅納德（第一薩里步槍團）

約翰·布羅克班克（劍橋大學）

查爾斯·克萊格（謝菲爾德星期三）

阿諾德·柯克·史密斯（牛津大學）

庫斯伯特·奧塔韋（牛津大學）

查爾斯·切納里（水晶宮）

查爾斯·莫里斯（巴恩斯）

## 外部連結
- 比賽摘要：www.scottishfa.co.uk
- 比賽摘要：www.londonhearts.com
- 比賽摘要：www.thefa.com
- 比賽摘要：www.englandstats.com 的存檔，存档日期2011年5月21日，.
- 比賽摘要：England Football Online
- 1872年原始簽名檔案
- 《蘇格蘭足球回憶與素描》，作者：D. D. Bone，1890年